# Иванчинское сельское поселение
Иванчинское сельское поселение — упразднённое муниципальное образование в Гайнском районе Пермского края России.
Административный центр — посёлок Сергеевский.

## История
Образовано в 2004 году. Упразднено в 2019 году в связи с преобразованием муниципального района в единый муниципальный округ.

## Население
| 2010  | 2012  | 2013  | 2014  | 2015  | 2016  | 2017  |
| ----- | ----- | ----- | ----- | ----- | ----- | ----- |
| 1431  | ↘1400 | ↘1363 | ↘1316 | ↘1306 | ↘1299 | ↘1266 |
| 2018  | 2019  |       |       |       |       |       |
| ↘1233 | ↘1206 |       |       |       |       |       |

## Населённые пункты
В состав поселения входили 6 населённых пунктов:
| № | Населённый пункт | Тип     | Население |
| - | ---------------- | ------- | --------- |
| 1 | Иванчино         | деревня | 306       |
| 2 | Имасы            | деревня | 143       |
| 3 | Краснояры        | деревня | 4         |
| 4 | Красный Яр       | посёлок | 158       |
| 5 | Никоново         | деревня | 10        |
| 6 | Сергеевский      | посёлок | 810       |